# パーフェクトボウリング (番組)
パーフェクトボウリングは、スカイAが放送しているボウリング中継番組。国内のボウリングトーナメントを主に放送される。アメリカPBAツアーは同局の番組「PBA Perfect Premium」で放映されている。
冒頭にはプロデューサーの岩下隆と選手らの解説が放送されている。

## 主に放送されるボウリングトーナメント
- 全日本プロボウリング選手権大会
- 全卸連プレゼンツJPBA☆SSSカップ
- 全日本女子プロボウリング選手権大会
- 関西オープン
- 宮崎プロアマオープントーナメント
- SAP埼玉オープントーナメント
- KIRIN CUP OPEN（FBS制作）
- ラウンドワンカップ
- BIGBOX東大和カップ
- 六甲クィーンズオープントーナメント
- クリスタルカップ
- MKチャリティカップ
- ジャパンオープンボウリング選手権
- JLBCプリンスカップ
- グリコセブンティーンアイス杯
- コカ・コーラカップ千葉オープンボウリングトーナメント　※男女隔年開催
- 大岡産業レディース［THE OPEN］トーナメント
- APA PRESENTS KING'S & QUEEN'Sプロボウラーズトーナメント
- レディース新人戦
- 広島オープン（HOME制作） ※2013年開催分は広島テレビ制作。

## 実況
主としてフリーアナウンサーが担当するが、スカイAの関連会社である朝日放送テレビのアナウンサー（◎）が実況することもある。
- 寺西裕一
- 大庭荘介
- 河路直樹
- 四家秀治
- 堀江政生◎
- 北條瑛祐◎
- 扇一平(SSSカップのみ。全卸連SSSカップゼネラルプロデューサー・元文化放送アナウンサー)
- 川辺結花
- 中願寺香織
- 吉田愛美（宮崎プロアマのみ担当）